# Kentarō Miura
Kentarō Miura (jap. 三浦 建太郎 Miura Kentarō; ur. 11 lipca 1966 w Chibie, zm. 6 maja 2021) – japoński mangaka, twórca serii Berserk.

## Życiorys
W wieku 10 lat narysował swoją pierwszą, składającą się z 40 tomów mangę zatytułowaną Miuranger, którą wykreował dla szkolnych przyjaciół. W 1979 roku stworzył tuszem Ken e no michi. Od tej pory wszystkie jego prace były wykonane przy użyciu profesjonalnych metod rysowniczych. W 1982 roku, jako uczeń szkoły średniej, z pomocą przyjaciół stworzył swoje pierwsze dōjin-zasshi, które zostało opublikowane w magazynie fanów. W tym samym roku zaczął upowszechniać swoje prace w gazetce szkolnej.
W 1985 roku dostał się na Uniwersytet Nihon. Stworzył wówczas mangi Futanabi oraz Noa, które zostały opublikowane w „Shūkan Shōnen Magazine”. Pierwsza z nich dała mu nagrodę najlepszego debiutującego autora, przyznaną przez tenże magazyn. Jednak problemy wynikające z różnicy zdań pomiędzy Miurą a wydawcą zaowocowały zerwaniem współpracy i zaprzestaniem wydawania dalszych części Futanabi i Noa.
W 1988 roku stworzył 48-stronicową mangę o tytule Berserk Prototype, która przyniosła mu nagrodę Szkoły Mangi Comi.
Po zrobieniu doktoratu w 1989 roku, narysował jednotomową mangę Oh-Roh, opartą na scenariuszu napisanym przez Yoshiyuki Okamurę. Rok później, wspólnie z Okamurą stworzył jej kontynuację pod tytułem Oh-Roh Den. Obie mangi były publikowane na łamach magazynu „Animal House Magazine”. Jeszcze w tym samym roku w sprzedaży ukazał się pierwszy tom mangi Berserk. W 1992 roku współpracując z Okamurą stworzył jednotomową mangę Japan, wydrukowaną w magazynie „Young Animal”. Publikacje serii „Berserk” zostały przeniesione do „Young Animal Magazine”, ponieważ była ona wydawana rozdziałami, a nie tak jak do tej pory tomami. Powodem takiej decyzji była konieczność poświęcenia przez Kentarō Miurę na ten projekt większej ilości czasu.
Zmarł 6 maja 2021 z powodu ostrego rozwarstwienia aorty, w wieku 54 lat. Informacja o jego śmierci została przekazana 20 maja przez wydawnictwo Hakusensha.